# Álkaszáspókfélék

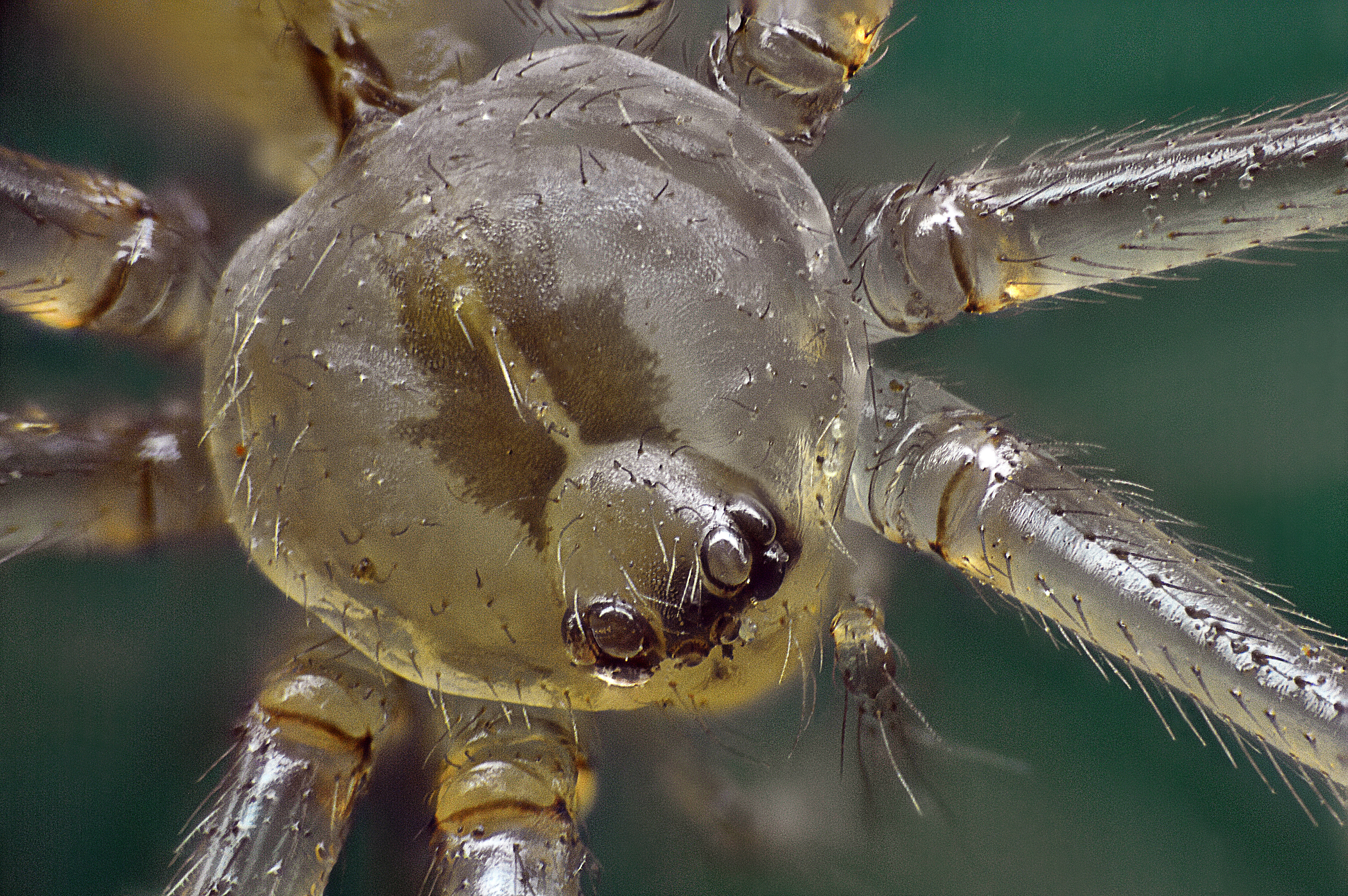
A nagy álkaszáspók előteste, amelynek elülső részén jól láthatók a szemek: három–három nagyobb szem oldalsó helyzetben, középen pedig két kisebb

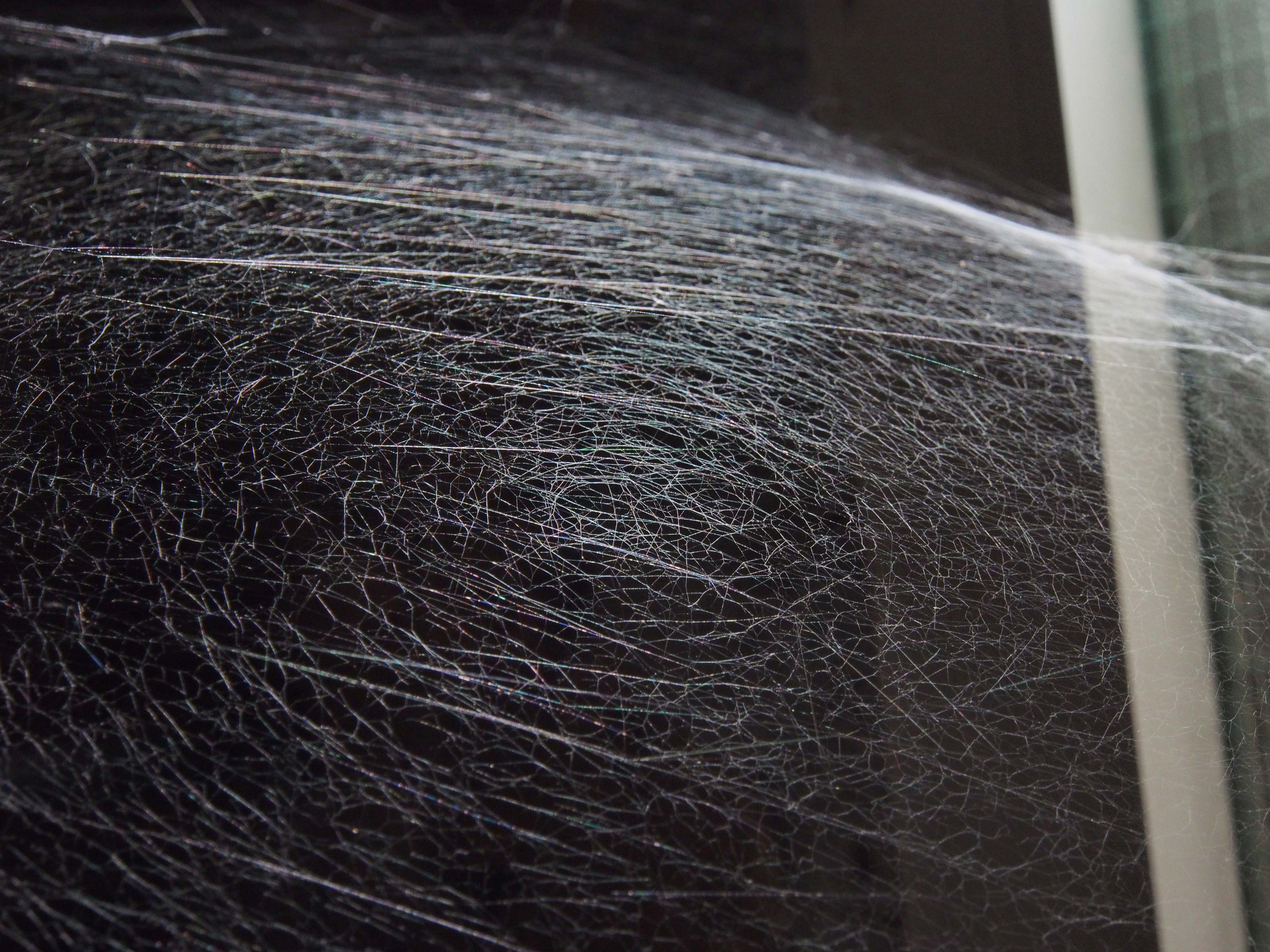
A nagy álkaszáspók kusza hálója

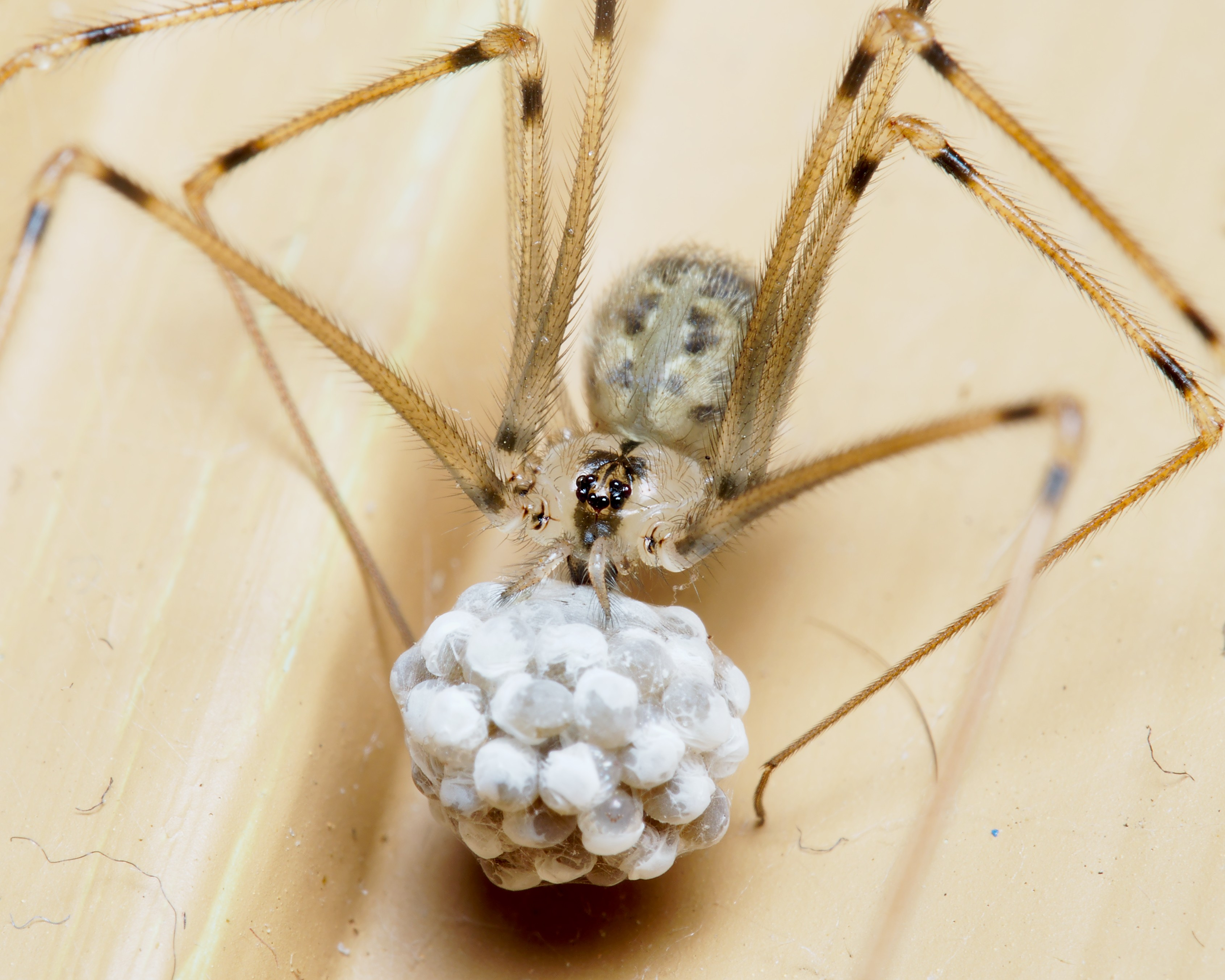
A pincés álkaszáspók petecsomójával

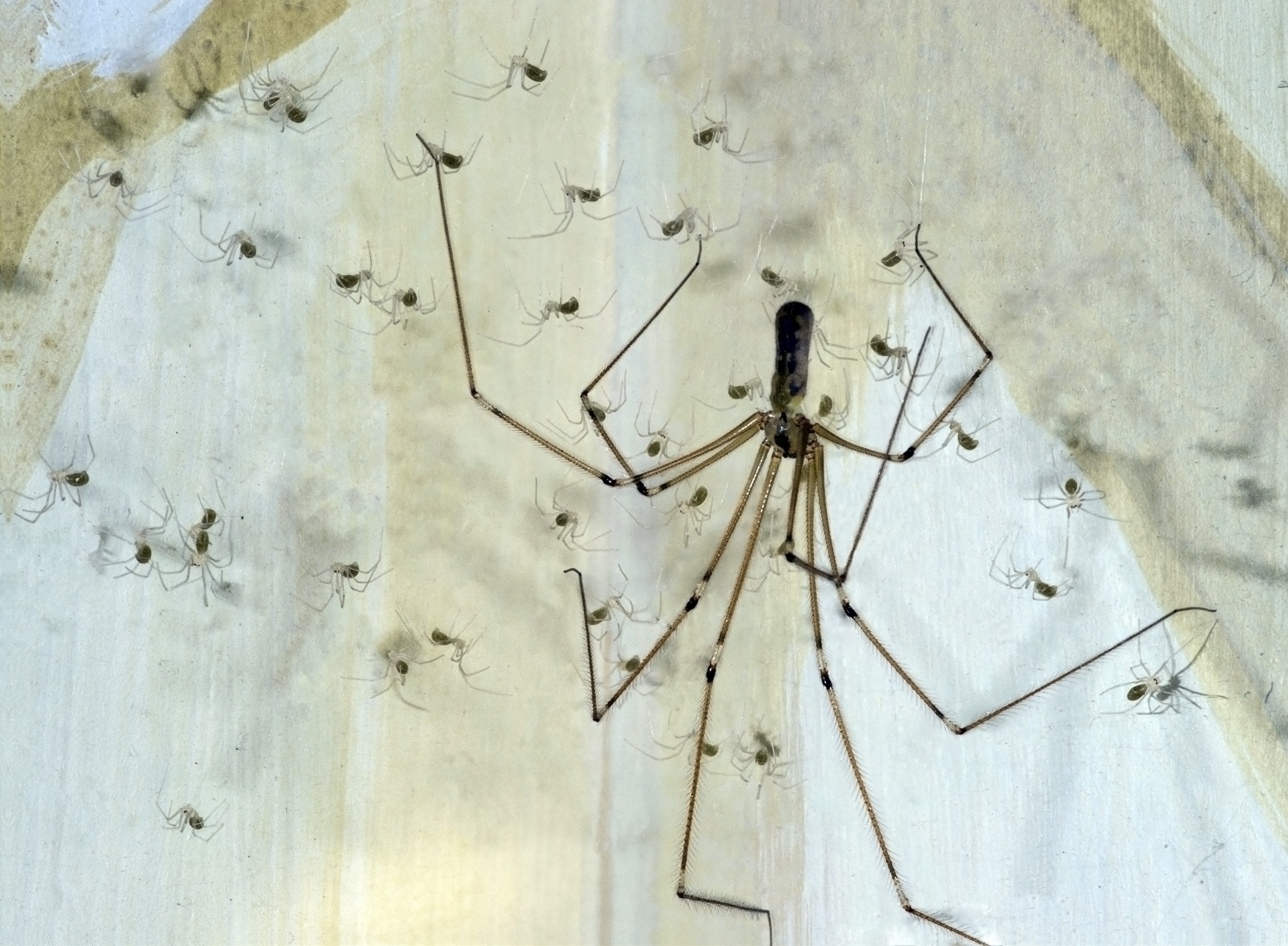
A nagy álkaszáspók nemrég kikelt porontyaival

Az álkaszáspókfélék (Pholcidae) a pókszabásúak (Arachnida) osztályának, a pókok (Araneae) rendjének, ezen belül pedig a főpókok (Araneomorphae) alrendjének egyik családja. Az Antarktisz kivételével minden kontinensen megtalálhatók. Főleg trópusi elterjedésű pókok, a mérsékelt övben kevesebb fajuk él, de mivel igen jól alkalmazkodnak az ember közelségéhez, igen gyakoriak.

## Elnevezésük
A magyar álkaszáspók elnevezés arra utal, hogy a családba tartozó pókok külleme megtévesztően emlékeztet a kaszáspókokéra (Opiliones): testükhöz képest lábaik rendkívül hosszúak és vékonyak. Valójában azonban nincsenek szorosabb rokonságban a kaszáspókokkal, amelyek a pókszabásúak osztályán belül különálló rendet alkotnak, nem tartoznak a szűkebb értelemben vett pókok közé, azaz az Araneae rendbe.
Elég jól megkülönbözteti az álkaszás- és a kaszáspókokat, hogy míg az előbbiek elő- és utótestét nyélszerű szűkület választja el egymástól, addig az utóbbiaknál széles alappal kapcsolódik egymáshoz a két testtáj. Továbbá a kaszáspókok potrohán szabad szemmel is felismerhető a szelvényezettség, amely az álkaszáspókoknál egyáltalán nem jellemző.
Az álkaszáspókfélék tudományos elnevezése, a Pholcidae a Pholcus nem nevéből származik, amely a görög pholkosz ‛csámpás, sánta’ szó latinosított változata. A név vélhetően arra utal, hogy az álkaszáspókok eléggé ügyetlenül mozognak hosszú, szétálló lábaikkal.

## Megjelenésük
0,6–10 mm hosszúságú testük – mint más pókoknál is – jól elkülönülő elő- és utótestre tagolódik. Az utótest rövid, keskeny nyéllel ízesül az előtesthez. Az előtest jellemzően kerek, az utótest alakja lehet gömbölyded vagy nyúlánk, hengeres. Az előtest elülső részén általában 8 szem található, amelyek három csoportban helyezkednek el: 3–3 nagyobb méretű szem oldalsó helyzetben és 2 kisebb középütt. Némely fajnál a középső szempár hiányzik, így csak 6 szemük van. Alapszínük szürkésbarna, amelyet különböző alakú és intenzitású sötétebb foltok tarkítanak.
Az előtestről erednek rendkívül vékony, hosszú – legfeljebb 50 mm-es – lábaik. A lábaik hosszúságát annak tarsus (lábfej) részén lévő álízületek (álszegmensek) adják, amelyek a láb rugalmasságát is nagyban megnövelik. A lábakon tüskék nincsenek, de dús, finom, rövid szőrzet található rajtuk. A lábak végein három-három karom és fűrészes serték találhatók.
A nőstények utótestének hasi oldalán található a sötétebben pigmentált petelemez (epigynum). A hím tapogatólába (pedipalpus) viszonylag nagy méretű, feltűnő, komplex felépítésű.
Légzésük egy pár légzőnyíláson keresztül történik, amelyek a tracheatüdőbe (lemezes tüdőbe) vezetnek. Légcsőrendszerük nincs.

## Életmódjuk
Különösen kedvelik a sötét és páradús zugokat: barlangokat, sziklarepedéseket, omladékokat, kövek és fakéreg alatti részeket. A hidegebb területeken élő fajok szinantrópok: főleg az ember közelében, lakásokban fordulnak elő, ahol különösen kedvelik a pincéket, kamrákat, istállókat, de a melegebb és szárazabb levegőjű szobákba, padlásokra is beköltöznek. Az emberhez való erős kötődésüket mi sem bizonyítja jobban, hogy a hat hazai faj közül egyedül a kis álkaszáspók (Pholcus opiliones) szabad természetbeli előfordulását figyelték meg Magyarországon.
Kusza hálót szőnek, amelyben hasukkal felfelé helyezkednek el, és itt várnak a táplálékukat jelentő kisebb repülő rovarokra. Ha zsákmány akad a hálóba, utótestükkel közelednek feléje, hosszú hátsó lábaikkal vezetett fonállal sűrűn körülszövik, majd az így mozgásképtelenné tett áldozatot utólag bénítják meg harapásukkal, majd annak pusztulása után kiszívják.
A nőstények lerakott petéiket hálóval lazán körbevett kokonba helyezik, amelyet a kis pókok kikeléséig hordoznak.
Igen jellegzetes vibrotropizmusuk: a megrémült, veszélyt érzékelő álkaszáspók gyors lengő-köröző mozgásba kezd hálójában, és így szinte láthatatlanná válik. Ezzel igyekszik megzavarni támadóját.

## Nemeik
Az alábbi nemeket soroljuk az álkaszáspókfélék családjába.
| - Aetana Huber, 2005 - Anansus Huber, 2007 - Anopsicus Chamberlin & Ivie, 1938 - Artema Walckenaer, 1837 - Aucana Huber, 2000 - Aymaria Huber, 2000 - Belisana Thorell, 1898 - Blancoa Huber, 2000 - Buitinga Huber, 2003 - Calapnita Simon, 1892 - Canaima Huber, 2000 - Carapoia González-Sponga, 1998 - Cenemus Saaristo, 2001 - Chibchea Huber, 2000 - Chichiriviche González-Sponga, 2011b - Chisosa Huber, 2000 - Ciboneya Pérez, 2001 - Codazziella González-Sponga, 2005 - Coryssocnemis Simon, 1893 - Crossopriza Simon, 1893 - Enetea Huber, 2000 - Galapa Huber, 2000 - Gertschiola Brignoli, 1981 - Guaranita Huber, 2000 - Holocneminus Berland, 1942 - Holocnemus Simon, 1873 | - Hoplopholcus Kulczy?ski, 1908 - Ibotyporanga Mello-Leitão, 1944 - Ixchela Huber, 2000 - Kambiwa Huber, 2000 - Khorata Huber, 2005 - Leptopholcus Simon, 1893 - Litoporus Simon, 1893 - Mecolaesthus Simon, 1893 - Mesabolivar González-Sponga, 1998 - Metagonia Simon, 1893 - Micromerys Bradley, 1877 - Micropholcus Deeleman-Reinhold & Prinsen, 1987 - Modisimus Simon, 1893 - Nerudia Huber, 2000 - Ninetis Simon, 1890 - Nita Huber & El-Hennawy, 2007 - Nyikoa Huber, 2007 - Ossinissa Dimitrov & Ribera, 2005 - Otavaloa Huber, 2000 - Panjange Deeleman-Reinhold & Deeleman, 1983 - Papiamenta Huber, 2000 - Paramicromerys Millot, 1946 - Pehrforsskalia Deeleman-Reinhold & van Harten, 2001 - Pholcophora Banks, 1896 - Pholcus Walckenaer, 1805 - Physocyclus Simon, 1893 | - Pisaboa Huber, 2000 - Platnicknia Özdikmen & Demir, 2009 - Pomboa Huber, 2000 - Priscula Simon, 1893 - Psilochorus Simon, 1893 - Quamtana Huber, 2003 - Queliceria González-Sponga, 2003 - Savarna Huber, 2005 - Sihala Huber, 2011 - Smeringopina Kraus, 1957 - Smeringopus Simon, 1890 - Spermophora Hentz, 1841 - Spermophorides Wunderlich, 1992 - Stenosfemuraia González-Sponga, 1998 - Stygopholcus Absolon & Kratochvíl, 1932 - Systenita Simon, 1893 - Tainonia Huber, 2000 - Teuia Huber, 2000 - Tibetia Zhang, Zhu & Song, 2006 - Tolteca Huber, 2000 - Trichocyclus Simon, 1908 - Tupigea Huber, 2000 - Uthina Simon, 1893 - Wanniyala Huber & Benjamin, 2005 - Waunana Huber, 2000 - Wugigarra Huber, 2001 - Zatavua Huber, 2003 |

## Hazai fajaik
Közép-Európában, illetve Magyarországon 7 fajuk fordul elő.
A Holocnemus nemből egyetlen faj ismert hazánkban 2006 óta:
- a márványos álkaszáspók (Holocnemus pluchei).

A Hoplopholcus nem egyedüli magyarországi faja:
- a mintás álkaszáspók (Hoplopholcus forskali).

A családnévadó Pholcus nem két faja él nálunk:
- a nagy álkaszáspók (Pholcus phalangioides) és
- a kis álkaszáspók (Pholcus opilionides).

A Psilochorus nem egyetlen hazai faja 1992 óta ismert Magyarországról:
- a pincés álkaszáspók (Psilochorus simoni).

A Spermophora genusz hazai faja:
- a sápadt álkaszáspók (Spermophora senoculata).